# کوکوسنگ‌چشم خاوری
کوکوسنگ‌چشم خاوری (نام علمی: Coracina javensis) گونه‌ای از پرندگان تیرهٔ کوکوسنگ‌چشمان (Campephagidae) است. به‌طور گسترده‌ای از هیمالیا از طریق جنوب شرقی آسیا تا شرق چین و تایوان پراکنده شده است. همچنین در جزایر جاوه و بالی در اندونزی یافت می‌شود. زیستگاه طبیعی آن جنگل‌های جلگه‌ای نمناک نیمه‌گرمسیری یا گرمسیری است. گستره این گونه در گذشته محدود به جاوه و بالی بود و نام انگلیسی "Javan Cuckooshrike" را داشت.